# They (película de 1993)
They (llamado también They watch o Children of the mist), telefilme estadounidense de drama y misterio de 1993 dirigido por John Korty, basado en una historia corta de Rudyard Kipling, conocido en Hispanoamérica como Alguien nos vigila y en España como Mirada al más allá.

## Argumento
Mark jamás sostuvo un contacto real con su familia, siempre prestó todo su tiempo a su trabajo hasta que la sorpresiva muerte de su hija mayor en un accidente automovilístico, justo después del recital de ballet al que tanto le había insistido que asistiera, lo hace recapacitar. Siente tanto remordimiento que busca cualquier manera para poder contactarla y dísculparse por nunca haber estado con ella cuando aún vivía; entonces decide buscar la ayuda de una médium invidente y comienza a tener visiones del espíritu de su hija en forma de lechuza.

## Elenco y personajes
| Actor                | Personaje        |  |
| -------------------- | ---------------- |  |
| Patrick Bergin       | Mark Samuels     |  |
| Vanessa Redgrave     | Florence Latimer |  |
| Valerie Mahaffey     | Chris Samuels    |  |
| Nancy Moore Atchison | Nikki Samuels    |  |
| Rutanya Alda         | Sue Madehurst    |  |
| Brandlyn Whitaker    | Kaitlin Samuels  |  |
| Ken Strong           | Len Ott          |  |
| Benji Wilhoite       | Arthur Madehurst |  |
| Christina Keefe      | Shannon Nash     |  |
| Genevieve Baens      | Jill             |  |

## Nominaciones
- Young Artist Awards 1994

-Mejor actriz juvenil de una miniserie o especial de televisión para Nancy Moore Atchison.
-Miniserie o especial de televisión familiar destacado.